# Partidul Comunist Francez
Partidul Comunist Francez (în franceză Parti communiste français, PCF) este un partid comunist din Franța. 
Deși sprijinul său electoral a scăzut în ultimele decenii, PCF păstrează o influență puternică în politica franceză, în special la nivel local. În 2012, PCF a revendicat 138.000 de membri, dintre care 70.000 și-au plătit cotizația. Acest lucru îl face cel de-al treilea partid ca mărime din Franța în ceea ce privește aderenții, după republicani (LR) și Partidul Socialist (PS). 
Fondat în 1920 de fracțiunea majoritară a Secției franceze socialiste a Internaționalei Muncitorilor (SFIO), a participat la trei guverne: 
- guvernul provizoriu de Eliberare (1944–1947)
- începutul președinției lui François Mitterrand (1981–1984)
- cabinetul pluripartid de stânga condus de Lionel Jospin (1997-2002).

A fost, de asemenea, cel mai mare partid de stânga din Franța, la o serie de alegeri naționale, din 1945 până în 1960, înainte de a cădea după Partidului Socialist începând cu anii '70. 
Începând cu 2009, PCF a fost un membru de frunte al Frontului de Stânga (Front de gauche), alături de Partidul de Stânga (PG) al lui Jean-Luc Mélenchon. În timpul alegerilor prezidențiale din 2017, PCF a susținut candidatura lui Mélenchon; cu toate acestea, tensiunile dintre PCF și mișcarea lui Mélenchon, La France insoumise, au determinat cele două mișcări să facă campanie separată pentru alegerile generale.
PCF este membru al Partidului Stângii Europene, iar europarlamentarii săi se află în grupul Stânga Unită Europeană - Stânga Verde Nordică.